# 10/18
10/18 (Union générale d'éditions, UGE) este o editură franceză a grupului Editis, creată în 1962 de Paul Chantrel (directorul general al editurii Plon) și care publica doar cărți în format de buzunar (cărți cu dimensiuni de 10 × 18 cm, de unde și numele acestora). Editura 10/18 publica în acea vreme scrieri filozofice (Descartes, Nietzsche etc.), literatură istorică și de ficțiune franceză, favorizându-i în principal pe autorii din mișcarea Noului roman.
Ea aparține companiei pariziene Sogedif, cu sediul pe 12 avenue d'Italie, din cadrul grupului Editis.

## Istoric
Union générale d'éditions a fost formată în 1961 prin asocierea între Union Financière de Paris și moștenitorii editurii Plon (familia Bourdel). Pentru a contracara o posibilă absorbție de către grupul Hachette, UGE a încorporat editurile Plon, Julliard și o nouă colecție de buzunar, „10/18”. În 1966 UGE a trecut sub controlul grupului editorial Presses de la Cité.
În 1968 Christian Bourgois a preluat conducerea editurii 10/18, împreună cu Dominique de Roux, până la plecarea acestuia din urmă la sfârșitul anului 1972, în perioada evenimentelor din luna mai, care au fost urmate de o adevărată explozie a cărților de științe umane. El și-a propus să vândă drepturile pentru o parte din cărțile aflate în catalog și să refacă coperțile. Între 1969 și 1979 editura 10/18 a publicat 1.000 de titluri pe o gamă largă: de la lucrări academice până la texte militante. 10/18 a reeditat, de asemenea, operele marilor clasici ai literaturii franceze și principalele opere ale mișcării Noului roman. Printre cele mai vândute cărți din această perioadă se numără cele scrise de Boris Vian, Marchizul de Sade, Jack London, Witold Gombrowicz etc.
La începutul anilor 1980 Christian Bourgois a decis să-și concentreze eforturile pe publicarea de traduceri ale romanelor scrise în limbi străine. Astfel, sub conducerea lui Jean-Claude Zylberstein, au fost lansate noi colecții:
- Domaine étranger în 1980, care se axează pe descoperirea și publicarea celor mai valoroase opere literare internaționale contemporane; a fost redenumită Littérature étrangère[2] în iulie 2011.
- Grands détectives în 1983, o colecție de literatură polițistă scrisă de autori precum Ellis Peters, Lilian Jackson Braun, Robert van Gulik, Dashiell Hammett, William Irish etc.
- În paralel, editura 10/18 a editat colecția Bibliothèque médiévale în 1979 în care au fost publicate scrierile marilor clasici ai literaturii medievale (Lancelot, La Mort du roi Arthur, Roman de Renart etc.).

În 1992 Christian Bourgois a demisionat de la conducerea editurii 10/18, care a fost asigurată mai întâi de Leonello Brandolini și, din 1999, de Jean-Claude Dubost.

## Legături externe
- Site oficial